# Девід Луке-Веласко
Девід Луке-Веласко (ісп. David Luque-Velasco; нар. 1 січня 1984) — колишній іспанський тенісист.
Найвищу одиночну позицію світового рейтингу — 565 місце досяг 22 травня 2006, парну — 712 місце — 28 серпня 2006 року.

## Титули ITF Ф'ючерс

### Парний розряд: (1)
| Ранг | Дата     | Турнір               | Покриття | Партнер      | Суперники     | Рахунок  |
| ---- | -------- | -------------------- | -------- | ------------ | ------------- | -------- |
| 1.   | Сер 2006 | Італія F27, Больцано | Ґрунт    | Душан Кароль | Лі Чже Ван Юй | 6–3, 7–5 |